# イデアル類群
イデアル類群（イデアルるいぐん、英: ideal class group）あるいは類群（るいぐん、英: class group）とは、イデアルの類（英: ideal class）と呼ばれる(分数)イデアルの同値類と、それらの間の積によって定まる群のことであり、主に整数論において用いられる。イデアル類群は数体からイデアルへの移行の際に起こる、群としての拡張の度合いを測るある種の指標となる。
例えば、イデアル類群が自明 (⇔群の位数が1) であるとは全ての分数イデアルが単項イデアルであるということであり、これは数体の整数環が単項イデアル整域であることを意味する。他方、{\textstyle \mathbb {Q} ({\sqrt {-5}})} はイデアル類群の位数が2であることが知られているが、実際この体では {\textstyle 6=2\cdot 3=(1+{\sqrt {-5}})(1-{\sqrt {-5}})} が成り立つため、一意な素因数分解ができず、単項でないイデアル {\displaystyle (2,1+{\sqrt {-5}})} が存在する。
イデアル類群の位数は類数（るいすう、英: class number）と呼ばれる。歴史的にはイデアル類群の発見より以前に、判別式が等しい二元二次形式に対する同値類の数として類数は研究されていた。これが群演算を持つことは1801年のカール・フリードリヒ・ガウスの書籍によって示され、実際にこの同値類と群は二次体のイデアル類群に対応している。

## 歴史と起源
イデアル類群（というよりは、実質的にイデアル類群であったもの）は、イデアルの概念が定式化されるよりも前に、二次形式の理論として研究されていた。二元二次形式の一般論は1773年にラグランジュによって最初に与えられた。1801年に著された Disquisitiones Arithmeticae においてガウスは、同じ判別式の値を持つ2次形式の間に演算を定義できて、それが群の公理を満たす（この時点で群論はまだ整備されていないが）ことを示した。
後にクンマーは円分体の理論に向かって研究していた。1の冪根を用いた分解によってはフェルマー予想の一般の場合が完全に証明できないことはとてもよい理由のためであると（おそらく複数の人々によって）気付かれていた：つまりそれらの1の冪根によって生成された環において算術の基本定理が成り立たないことが主な障害だった。クンマーの最初の仕事から分解の障害の研究が生じた。我々は今ではこれをイデアル類群の一端と理解する：実はクンマーは、フェルマーの問題に取り組む標準的な手法の失敗の理由として、任意の素数 p に対して、1 の p 乗根の体に対してその群における p-torsion を分離していた（正則素数を参照）。
やや後になってデデキントはイデアルの概念を定式化したが、クンマーは異なる方法で研究していてこの時点で存在する例を統一できた。代数的整数の環は（単項イデアル整域とは限らないため）素元への一意分解を持たないが、すべての真のイデアルは素イデアルの積としての一意的な分解を持つ（つまりすべての代数的整数環はデデキント整域である）という性質を持つことが示された。イデアル類群の大きさは環が単項イデアル整域であることからどれだけ隔たっているかを表すものと考えられる；環が単項イデアル整域であることと自明なイデアル類群を持つことは同値である。

## 定義
数体 K に対して、その整数環を {\textstyle {\mathcal {O}}_{K}}で表す。K の分数イデアルとは、有限生成な {\textstyle 0\ (:=\{0\})} でない部分{\textstyle {\mathcal {O}}_{K}}加群である。すなわち、0でない生成元 {\textstyle k_{1},\dots ,k_{N}\in K} に対して{\displaystyle (k_{1},\dots ,k_{N}):=\{k_{1}a_{1}+\cdots +k_{N}a_{N}\mid a_{1},\dots ,a_{N}\in {\mathcal {O}}_{K}\}}で与えられるような{\textstyle {\mathcal {O}}_{K}}加群が分数イデアルである。このとき、分数イデアルの全体 {\textstyle J_{K}} はイデアルの積によって可換群をなす。例えばあるイデアル {\textstyle {\mathfrak {a}}} の逆元は {\textstyle {\mathfrak {a}}^{-1}:=\{x\in K\mid \forall a\in {\mathfrak {a}}.ax\in {\mathcal {O}}_{K}\}} によって与えられる。単位元は {\textstyle {\mathcal {O}}_{K}} 自身である。

単項イデアル (a), (b) に対して、その積は再び単項イデアル (ab) であり、従って単項イデアルの全体 {\textstyle P_{K}} は {\textstyle J_{K}} の部分群である。このとき、剰余群 {\textstyle J_{K}/P_{K}}をイデアル類群と言い、例えば ClK などで表される。イデアル類群を構成するそれぞれの同値類をイデアルの類という。特にイデアル類群の単位元となる {\textstyle P_{K}} を単位類あるいは主類（ドイツ語: Hauptklasse）という。

## イデアル類群の例

### 自明な例
定義から、体の整数環が単項イデアル整域ならばイデアル類群は自明となる。特に、次で示すような体の整数環はユークリッド環であるため、自明なイデアル類群を持つ。
- 有理数体 {\textstyle \mathbb {Q} } - 有理整数環 {\textstyle \mathbb {Z} }
- ガウス数体 {\textstyle \mathbb {Q} (i)} - ガウス整数環 {\textstyle \mathbb {Z} [i]}
- {\displaystyle \mathbb {Q} ({\sqrt {-3}})} - アイゼンシュタイン整数環 {\displaystyle \mathbb {Z} [\omega ]}

### 非自明な例
-5の平方根を添加した体 {\displaystyle \mathbb {Q} ({\sqrt {-5}})} について考える。この体は具体的に {\displaystyle a+b{\sqrt {-5}}} (a, b は有理数) の形の複素数すべての集合によって構成され、演算は通常の複素数の四則で定義される。このとき、整数環は {\displaystyle \mathbb {Z} [{\sqrt {-5}}]} である。
環 {\displaystyle \mathbb {Z} [{\sqrt {-5}}]} は一意分解整域ではないことが知られている。実際、{\displaystyle 6=2\cdot 3=(1+{\sqrt {-5}})(1-{\sqrt {-5}})}が成り立つため、2、3、1+√-5、1-√-5 はいずれも {\displaystyle \mathbb {Z} [{\sqrt {-5}}]} の素元ではない。イデアル類群における同値類は単位類と {\displaystyle (2,1+{\sqrt {-5}})} の同値類の2つであり、{\displaystyle \mathbb {Q} ({\sqrt {-5}})} の類数は2である。

## 二次体の類数
いま d を平方因子を持たない整数（相異なる素数の積）で、1 でないとすると、Q(√d) は Q の二次拡大である。そうして d < 0 ならば、Q(√d) の代数的整数環 R の類数が 1 に等しいのは以下のいずれかの場合だけである：d = −1, −2, −3, −7, −11, −19, −43, −67, −163。この結果は最初ガウスによって予想され、クルト・ヘーグナーによって証明されたが，ヘーグナーの証明は後にハロルド・スタークが1967年に証明を与えるまで信用されなかった（スターク・ヘーグナーの定理を参照）。これは有名な類数問題の特別な場合である。
一方で、d > 0 のときは、Q(√d) の類数が 1 になる場合が無限個あるかどうかは分かっていない。計算機による結果は、そのような体が非常に多くあることを示している。しかしながら、類数が 1 の代数体が無限個あるかどうかさえ知られていない。
Q(√d) のイデアル類群は、d < 0 のときは、Q(√d) の判別式に等しい判別式の整二項二次形式のイデアル類群に同型である。しかし d > 0 に対して、イデアル類群の大きさは半分かもしれない、なぜならば整二項二次形式の類群は Q(√d) の狭義類群に同型だからである。

## 性質
イデアル類群が自明である（すなわちただ1つしか元を持たない）ことと、R のすべてのイデアルが単項イデアルであることは同値である。この意味においてイデアル類群は、R が単項イデアル整域であることから、したがって一意的な素元分解を満たすことから、どれだけ離れているかを測っている（デデキント環が一意分解整域であることと単項イデアル整域であることは同値である）。
イデアル類の個数（R の類数）は一般には無限大かもしれない。実は、任意のアーベル群はあるデデキント環のイデアル類群に同型である。しかし、実際には R が代数的整数の環であるときには、その類数はつねに有限である。これは古典的な代数的整数論の主要な結果の1つである。
類群の計算は一般には難しい；判別式が小さい代数体の整数環に対しては、Minkowski's boundを用いることで、手で計算できる。この結果は、環に依存する上界であって、すべてのイデアル類が上界よりも小さいイデアルノルムを含むものを与える。一般にはこの上界は判別式の大きい体に対して手で計算をするのに十分小さいものではないが、コンピュータはその仕事に適している。
整数環 R から対応するイデアル類群への写像は関手的であり、イデアル類群は代数的K理論の先頭に K0(R) を R にそのイデアル類群を割り当てる関手として包摂できる；より正確には、C(R) を類群として、K0(R) = Z×C(R) である。高次の K 群も整数環と関連して数論的に解釈できる。

## 単数群との関係
上記で既に見たように、イデアル類群はデデキント環のどのくらいのイデアルが元のように振る舞うかという問いに部分的な解答を与える。答えの別の部分はデデキント環の単数のなす乗法群が与える。なぜならば単項イデアルからその生成元への移行には単元を使わなければならないからである（そしてこれは分数イデアルの概念を導入する理由の残りでもある）。
イデアル類群 {\textstyle Cl_{K}} は分数イデアルのなす群 {\textstyle J_{K}} を単項イデアルのなす群 {\textstyle P_{K}} で割ることによって定義されたが、これは次のような完全列の一部を構成する。{\displaystyle 1\longrightarrow {\mathcal {O}}_{K}^{*}\longrightarrow K^{*}\longrightarrow J_{K}\longrightarrow Cl_{K}\longrightarrow 1}ここで {\textstyle {\mathcal {O}}_{K}^{*}} は {\textstyle {\mathcal {O}}_{K}} の単数群、{\textstyle K^{*}}は K の乗法群であり、準同型 {\textstyle K^{*}\longrightarrow J_{K}} はその元が生成する単項イデアルへの写像 {\textstyle a\longmapsto (a)} である。{\textstyle {\mathcal {O}}_{K}}の単数群は数体上の数からイデアルへの移行において、その収縮の度合いを測るものとなる。

## 類体論との関係
類体論は与えられた代数体のすべてのアーベル拡大、つまりガロワ群が可換なガロワ拡大を分類しようとする代数的整数論の分野である。とりわけ美しい例は代数体のヒルベルト類体において見つかる。これはそのような体の極大不分岐アーベル拡大として定義できる。代数体 K のヒルベルト類体 L は一意的であり、以下の性質を持つ：
- K の整数環のすべてのイデアルは L では単項になる、すなわち、I を K の整イデアルとすると、I の像は L の単項イデアルである。
- L は K のガロワ拡大であり、そのガロワ群は K のイデアル類群に同型である。

どちらの性質も証明はそれほど簡単ではない。

## 一般化
数体およびその整数環とは限らない一般の場合においても、環がよい条件を満たすならば、イデアル類群の類似物を考えることができる。そのような「良い条件」を満たす環はクルル整域（英: Krull domain）と呼ばれる。具体的には、
1. 環 A は零環ではなく、0以外の零因子を持たない (整域である)。
2. A の素イデアル {\displaystyle {\mathfrak {p}}} が0以外に真の部分素イデアルを持たない (高さ1である) ならば、{\displaystyle {\mathfrak {p}}} での局所化 {\displaystyle A_{\mathfrak {p}}} は離散付値環となる。
3. {\textstyle A=\bigcap _{\mathfrak {p}}A_{\mathfrak {p}}}、ここで {\displaystyle {\mathfrak {p}}} は A の素イデアルで高さ1であるものを動くものとする。
4. 任意の0でない {\textstyle a\in A} について、{\displaystyle a\in {\mathfrak {p}}} であるような高さ1の素イデアル {\displaystyle {\mathfrak {p}}} は高々有限個しか存在しない。

を満たすとき、A をクルル整域であるという。高さ1の A の素イデアル全てからなる集合を Z で表す。また、イデアル {\displaystyle {\mathfrak {a}}} に対する {\displaystyle {\mathfrak {p}}}-進付値を {\textstyle v_{\mathfrak {p}}({\mathfrak {a}}):=\inf\{v_{\mathfrak {p}}(a)\mid a\in {\mathfrak {a}}\}} で定める。
分数イデアル {\textstyle {\mathfrak {a}}} に対して、その因子（divisor）{\textstyle \mathop {\mathrm {div} } {\mathfrak {a}}\in \mathbb {Z} ^{(Z)}} を{\displaystyle \mathop {\mathrm {div} } {\mathfrak {a}}:=\sum _{{\mathfrak {p}}\in Z}v_{\mathfrak {p}}({\mathfrak {a}})[{\mathfrak {p}}]}で定める (それぞれの {\displaystyle [{\mathfrak {p}}]} は自由加群の基底となる形式的な元)。このとき、クルル整域の定義から {\textstyle \mathop {\mathrm {div} } {\mathfrak {a}}} は有限和である。逆に、任意の有限和 {\displaystyle a_{1}[{\mathfrak {p}}_{1}]+\cdots +a_{m}[{\mathfrak {p}}_{m}]} はそれを因子に持つ分数イデアルを一意に定めるため、これを A の因子と呼ぶ。

クルル整域 A の因子全体からなる加法群を Div A、そのうち主因子 (principal divisor) と呼ばれる、{\textstyle \mathop {\mathrm {div} } (xA)} (x ∊ K、ここで K は A の商体) の形で表される因子の全体を Prin A で表すとき、その剰余類群 Cl A := Div A/Prin A を A の因子類群 (英: divisor class group) という。イデアル類群の場合と同様に因子類群においても、A の単元の群 U(A)、商体 K の乗法群 K*との間に次の完全列が存在する。{\displaystyle 1\longrightarrow U(A)\longrightarrow K^{*}\longrightarrow \mathop {\mathrm {Div} } A\longrightarrow \mathop {\mathrm {Cl} } A\longrightarrow 1}クルル環 A に対して、可算個の不定元 X1, X2, … を持つ多項式環 {\displaystyle A[X_{1},X_{2},\dots ]} は再びクルル環となる。{\displaystyle {\mathfrak {p}}_{1}=(X_{1}),} {\displaystyle {\mathfrak {p}}_{n+1}={\mathfrak {p}}_{n}+(X_{n+1})} とすると、これらは無限に続く素イデアルの包含列 {\displaystyle {\mathfrak {p}}_{1}\subsetneq {\mathfrak {p}}_{2}\subsetneq {\mathfrak {p}}_{3}\subsetneq \cdots } をなし、構成から明らかにそれぞれの {\textstyle {\mathfrak {p}}_{n}}は互いに異なる類に属するため、因子類群は無限群となる。